# 中国档案学会
中国档案学会是中华人民共和国档案工作者组成的全国性、学术性、非营利性社会团体，由中国科学技术协会主管，1981年11月在北京市成立。